# Derek Magyar
Derek Magyar est un acteur, réalisateur, producteur et metteur en scène américain.

## Biographie
Derek Magyar commence le théâtre à l'âge de 10 ans, au Santa Monica Playhouse de Los Angeles, alors qu'il est encore à l'école primaire.
Il est diplômé du California Institute of the Arts en 2003.

## Filmographie

### Films

#### Acteur
- 2006 : Boy Culture de Q. Allan Brocka : X
- 2008 : Train de Gideon Raff : X
- 2012 : No One Lives de Ryûhei Kitamura : Flynn
- 2013 : Phantom de Todd Robinson : Garin

#### Réalisateur
- 2010 : Flying Lessons

### Séries télévisées
- 2003 : JAG (épisode 9x09) : Gregory Stone
- 2003 : Boston Justice (épisode 1x05) : soldat de 1re classe Pete Kelly
- 2004 : Charmed (épisode 8x01) : Un démon à la 7e minute
- 2005 : Star Trek: Enterprise (saison 4, récurrent) : commander Kelby
- 2012 : Esprits criminels (épisode 7x16) : Jeffrey Collins
- 2012-2013 : Des jours et des vies (7 épisodes) : Jensen